# (207809) Wuzuze
(207809) Wuzuze est un astéroïde de la ceinture principale.

## Description
(207809) Wuzuze est un astéroïde de la ceinture principale. Il fut découvert le 9 octobre 2007 à XuYi par le programme de relevé astronomique d'objets géocroiseurs de l'observatoire de la Montagne Pourpre (PMO NEO). Il présente une orbite caractérisée par un demi-grand axe de 3,12 UA, une excentricité de 0,10 et une inclinaison de 10,7° par rapport à l'écliptique.

## Compléments